# Rue de Romainville
Rue de Romainville (Romainvillská ulice) je ulice v Paříži. Nachází se v 19. obvodu. Její název je odvozen od města Romainville, do kterého vedla tehdejší cesta.

## Poloha
Ulice začíná na křižovatce s Rue de Belleville u domu č. 263 a protože má obloukový tvar, končí opět u Rue de Belleville u domu č. 337.

## Historie
Ulice má svůj název od 23. května 1863.